# Phillip Marco Vallentin
Phillip Marco Vallentin (født 3. marts 1964) er en dansk diskjockey, radio/tv-studievært, reklamespeaker, skribent og fotograf.
Allerede som 9-årig fik Marco Vallentin vist sine egne Super-8 smalfilm i DRs "Børn Laver TV", og et par år senere, som 11-årig, begyndte han at lave "Børneradio" – ligeledes på DR – bl.a. sammen med Poul Nesgaard. 
I 1984 var Vallentin med til at starte den københavnske lokalradio The Voice, hvor han arbejdede som morgenvært og Technical Director. Senere gik vejen forbi Radio Uptown, Danmarks Radios Go' Morgen P3, Kanal 2, FilmNet, Radio Hørsholm, POP FM, Radio 2 og Radio 100FM.
Marco Vallentin har endvidere arbejdet som speaker for Viasat i London (TV3/TV1000) og TV 2/Danmark i Odense samt været fagbladsskribent (første gang i 1984) for Fogtdals Blade, Bonnier Publications A/S m.fl.
For tiden arbejder Marco som fotograf (første publikation i 1985 for bladet Ny Elektronik), pt. mest indenfor genrerne Street Wear og "Fetish Fashion" (bl.a. for verdens største fetishlabel DeMask i Holland). Hans billeder er bl.a. blevet udgivet i Skin Two, Marquis Style, Dark Spy Magazine, The London Fetish Map, Venue '07 og Arnanut.